# لاغو (محطة مترو أنفاق مدريد)
لاغو (بالإسبانية: Lago)‏ هي محطة مترو أنفاق في مدريد في إسبانيا، تقع على الخط رقم 10.